# Ceryx fata
Ceryx fata là một loài bướm đêm thuộc phân họ Arctiinae, họ Erebidae.